# Franck-Hertzev poskus
Franck-Hertzev poskus je bil fizikalni poskus, s katerim sta James Franck in Gustav Ludwig Hertz leta 1914 poskušala dokazati energijske nivoje atoma. Rezultati so dali eleganten dokaz za Bohrov model atoma, ki je predhodnik kvantne mehanike. Za to odkritje sta Franck in Hertz leta 1925 prejela Nobelovo nagrado.
Klasična izvedba poskusa je vključevala stekleno bučko v kateri je bil plin pod nizkim pritiskom. V bučko so bile nameščene tri elektrode: katoda s posebnim napajanjem, ki je oddajala elektrone, in anoda, med njima pa mrežica za pospeševanje elektronov. Med katodo in anodo sta merila jakost toka v amperih.
Ko sta povečevala napetost, se je povečeval tudi izmerjeni tok. Na začetku so elektroni na anodi trkali z elektroni s katode elastično. Pri določeni napetosti (med katodo in anodo), pa je prišlo do neelastičnega trka, ker so se elektroni na anodi vzbudili v višje energijsko stanje. Takrat je izmerjeni tok naglo padel. To se je zgodilo zaradi tega, ker elektroni lahko sprejemajo energijo le v kvantih. Če sta med katodo in anodo še naprej višala napetost, se je vzorec ponovil. Tok je narasel in pri določeni napetosti spet padel. Ta napetost je bila večkratnik prve napetosti. Napetosti, pri katerih je tok med katodo in anodo padel, so bile odvisne od plina, ki je bil v bučki.